# ズラブ・ズネラゼ
ズラブ・ズネラゼ（グルジア語: ზურაბ ძნელაძე、グルジア語ラテン翻字: Zurab Dzneladze、1992年1月23日 – ）は、ジョージアのラグビーユニオン選手。

## 概要
主たるポジションはウィング(WTB)。ジョージア全国リーグ「ディディ10」のRCロコモティヴィ・トビリシに所属。2019年ラグビーワールドカップにジョージア代表として1試合に出場した。